# Ignacy Dzierżanowski
Ignacy Dzierżanowski (ur. 21 maja 1845 w Arciszewie, zm. 14 września 1919) – polski duchowny katolicki, działacz niepodległościowy.

## Zarys biografii
W 1863 wstąpił do Seminarium Duchownego w Pułtusku, skąd po dwóch latach, po zlikwidowaniu uczelni, przeszedł do Seminarium Duchownego w Płocku. Ukończył je w 1868. Jeszcze jako diakon mianowany został wikariuszem przy katedrze płockiej. Święcenia kapłańskie przyjął w 1868. Pracował jako wikariusz w parafii Maków Mazowiecki i proboszcz w parafii Bogate (od 1877 przez 42 lata). 
Był kanonikiem honorowym Kapituły Kolegiackiej Pułtuskiej, dziekanem przasnyskim, kapelanem Polskiej Organizacji Wojskowej, działaczem Polskiej Macierzy Szkolnej (przewodniczącym koła terenowego w Bogatem). Za jego rządów parafią wzniesiono w Bogatem kopiec Tadeusza Kościuszki w 100. rocznicę śmierci Naczelnika (1917).

## Pamięć
Wdzięczni parafianie po śmierci proboszcza ufundowali w kościele parafialnym epitafium z płaskorzeźbionym w tondzie popiersiem zmarłego.